# Celebration Records
Celebration Records er et uafhængigt dansk pladeselskab stiftet i 2012 af Nicki Refstrup Bladt. Fra sin base i Odense udgiver selskabet primært danske pop- og rockorkestre, men også enkelte udenlandske kunstnere er udgivet. 
Navne som The Grenadines, In Memoirs, Son Of Caesar og australske Tinpan Orange (en) er at finde på listen over udgivne kunstnere hos selskabet.

## Historie
Stifter Nicki Refstrup Bladt har en fortid i musikkæden Stereo Studio, hvor han fra 2001 til 2012 var ansat i kædens butik i Odense. Herefter startede han Celebration Records - i første omgang alene. I 2016 kom dog også vennen Mads Stephensen med for at tage sig af booking og management.